# Giuliana Benzoniová
Giuliana Benzoniová (nepřechýleně Benzoni; 19. června 1895 Padova – 8. srpna 1981 Řím) byla italská šlechtična. Jako vnučka Ferdinanda Martiniho a přítelkyně Marie Josefy Belgické, antifašistických politiků a intelektuálů, sehrála nezanedbatelnou roli v událostech, které vedly k pádu fašismu, a spolupracovala s italským hnutím odporu.

## Život
Benzoniové byli starověkým milánským šlechtickým rodem: ve středověku ovládali Cremu a byli ve sporu s rodem Viscontiů – v 16. století se jistý Girolamo Benzoni plavil do Ameriky v naději, že zbohatne. Cestoval čtrnáct let a o svých zážitcích zanechal zprávu Historia del mondo nuovo, vydanou roku 1565. Jistá Paola Benzoniová byla matkou Manzoniho Innominata, tedy Francesca Bernardina Viscontiho.
Její dědeček z matčiny strany byl známý spisovatel a politik Ferdinando Martini (1841–1928), který se v roce 1866 oženil s Giacintou Marescottiovou: ta na rozdíl od svého manžela, konzervativního liberála, zastávala socialistické názory a v římském paláci na Via della Pilotta přijala mimo jiné Andrea Costu a Sibillu Aleramovou, kteří navštěvovali jejich salon. Její sestra Teresa, provdaná za prince Ignazia Boncompagni Ludovisiho, byla pověřena výchovou jejich dcery Titiny (Teresy), která se v roce 1893 provdala za markýze Gaetana Benzoniho, správce královských stájí a velkého milovníka koní. Po svatbě se přestěhovali do Padovy, kde se v roce 1895 narodila Giuliana, poté do Vicenzy a Pisy, kde se jim narodily další dvě děti, Giorgio a Nando.
U příležitosti blížícího se pádu fašistického režimu připravili pokrokoví liberálové své návrhy na dohodu s monarchií, které se zájmem sledovaly ty kruhy v Quirinalu a ozbrojených silách, které více či méně otevřeně vystupovaly proti režimu. Zejména s princeznou Marií Josefou pracovala antifašistickým směrem. „Byla to Marie Josefa, která v měsících předcházejících 25. červenci 1943 utkala hustou antifašistickou síť, v níž se setkávali generálové, staří prominenti, mladí vůdci starých i nových politických formací. A je to Giuliana Benzoniová, důvěrná přítelkyně, která přivádí trojského koně antifašismu do Quirinale.“

## Publikace
- G. Benzoni, La vita ribelle. Memorie di un'aristocratica italiana fra belle époque e repubblica, editor Viva Tedesco, Boloň: Il Mulino, 1985